# Saint-Germain-de-Clairefeuille
Saint-Germain-de-Clairefeuille – miejscowość i gmina we Francji, w regionie Normandia, w departamencie Orne. Nazwa miejscowości pochodzi od imienia św. Germana.
Według danych na rok 1990 gminę zamieszkiwały 162 osoby, a gęstość zaludnienia wynosiła 13 osób/km² (wśród 1815 gmin Dolnej Normandii Saint-Germain-de-Clairefeuille plasuje się na 724. miejscu pod względem liczby ludności, natomiast pod względem powierzchni na miejscu 360.).